# Nathalie Yanoz
Nathalie Yanoz est une comédienne française formée au cours de Vera Gregh.

## Cinéma
- 2003 : Extimités court métrage de Bruno Freyssinet

## Télévision
- 1994 : Les Cordier, juge et flic : 3615 Pretty Doll d'Alain Bonnot : Nymphette

## Théâtre
- 1996 : Oscar de Claude Magnier, mise en scène Pierre Mondy, Théâtre des Variétés
- 1999 : Le Misanthrope de Molière, mise en scène Christophe Casamance
- 1999 : Scènes de chasse en Bavière de Martin Sperr, mise en scène François Ha Van, Festival d'Avignon off
- 2001 : La Maison Dieu de Jean-Gabriel Nordmann, mise en scène Jean-François Calas, Théâtre des Songes
- 2002 : Les Cauchemars de L. d'après des textes d'Agota Kristof, Carson McCullers, Sapphire, mise en scène Bruno Freyssinet, Attitude 18 Festival des Cultures Lavoir Moderne Parisien, Festival Acteurs/Acteurs Tours/Le Plessis
- 2002 : Instants de femmes de Brigitte Athéa, mise en scène Agnès Renaud, La Manufacture de Théâtre de Saint-Quentin
- 2003 : Roberto Zucco de Bernard-Marie Koltès, mise en scène François Ha Van, Théâtre de l'Opprimé
- 2003 : La Dispute/Hors Chenil de Marivaux et Bernard Souviraa, mise en scène Vincent Dussart, La Passerelle Centre Culturel de Tergnier, La Manufacture de Théâtre de Saint-Quentin, Lavoir Moderne Parisien en 2006
- 2004 : Créon Consulting de Romain Bisseret, mise en scène William Malatrat, Maison Bleue Paris, Festival d'Avignon off en 2005
- 2005 : Quand la main lâche de Bernard Souviraa, mise en scène Bruno Freyssinet, Festival Acteurs Acteurs
- 2007 : Poussière d'Eric Auvray, mise en scène Christophe Givois, Théâtre de la Vieille-Grille, Théâtre du Nord-Ouest
- 2008 : La Nuit juste avant les forêtsde Bernard-Marie Koltès, mise en scène avec Hervé Dautun, Théâtre de la Mare au diable Palaiseau, Théâtre de la Noue Montreuil, Théâtre Le Rigoletto, Paris
- 2008 : Oolong, petite fable théinée et culottée de Cécile Reyboz, mise en scène Xavier Berlioz, Festival d'Aurillac
- 2008 : Corpus Eroticus de Roland Fichet, mise en scène Virginie Deville, Maison des Métallos
- 2008 : Le Mariage de Figaro de Beaumarchais, mise en scène François Ha Van, Théâtre Montansier
- 2009 : Tartuffe de Molière, mise en scène François Ha Van
- 2009 : Stuff Happens de David Hare, mise en scène Bruno Freyssinet et William Nadylam, Théâtre Nanterre-Amandiers
- 2010 : Le Mariage de Figaro de Beaumarchais, mise en scène François Ha Van, Théâtre du Lucernaire
- 2010 : Stuff Happens de David Hare, mise en scène Bruno Freyssinet et William Nadylam, TNP Villeurbanne
- 2011 : Les Anges du péché, adaptation du film de Robert Bresson et Jean Giraudoux, mise en scène Laurent Le Bras, Théâtre de La Jonquière
- 2011 : Le Mariage de Figaro de Beaumarchais, mise en scène François Ha Van, Théâtre des Lucioles Festival d'Avignon off